# Anaïs Romand
Anaïs Romand ist eine französische Kostüm- und Szenenbildnerin.

## Leben
Romand studierte zunächst Kunstrestaurierung an der Scuola Centrale del Restauro in Rom. Über den Maler Anchise Roncato lernte sie Maler und Bühnenbildner wie Lila De Nobili, Renzo Mongiardino (1916–1998) und Rostislav Doboujinski (1903–2000) kennen und betätigte sich als Bühnenbildnerin. Über den Kreis italienischer Künstler kam sie in Kontakt zu Ezio Frigerio, der unter anderem für Giorgio Strehler Sets für die Bühne schuf. Über Frigerio und Franca Squarciapino war Romand als Setausstatterin an Strehlers Inszenierung Der Diener zweier Herren beteiligt und blieb mehrere Jahre lang Assistentin von Squarciapino. Zunehmend widmete sie sich dabei auch dem Kostümdesign. Als Philippe Collin für seinen Film Les Derniers jours d’Emmanuel Kant mit den Ausstattern von Strehler zusammenarbeiten wollte, sprang Romand für die verhinderten Frigerio und Squarciapino ein. Sie schuf für den Film, der 1994 in die Kinos kam, die Kostüme.
In den folgenden Jahren entwarf Romand die Kostüme unter anderem für Gegenwartsfilme wie Clean und Familienaffäre, aber auch historische Stoffe, wie die Flaubert-Verfilmung Ein schlichtes Herz oder Das Liebesdrama von Venedig – George Sand und Alfred de Musset. Für die Kostüme im um 1900 spielenden Film Haus der Sünde gewann Romand 2012 ihren ersten César in der Kategorie Beste Kostüme („Meilleurs costumes“). Als Szenenbildnerin war sie an den Filmen Germaine und Benjamin, dem Fernsehfilm Marie Bonaparte und Jacques Doillons Mes séances de lutte aus dem Jahr 2013 beteiligt.
Romand ist Mitglied der Association française des costumiers cinéma et audiovisuel (AFCCA). 2018 wurde sie in die Academy of Motion Picture Arts and Sciences berufen, die jährlich die Oscars vergibt.

## Filmografie

### Als Kostümbildnerin
- 1994: Les derniers jours d’Emmanuel Kant
- 1994: Germaine und Benjamin (Du fond du cœur)
- 1998: Fils de personne (Kurzfilm)
- 1999: Das Liebesdrama von Venedig – George Sand und Alfred de Musset (Les enfants du siècle)
- 2000: Liebe Last Lust (Les destinées sentimentales)
- 2002: Demonlover.com (Demonlover)
- 2003: France Boutique
- 2004: Clean
- 2005: Zaina – Königin der Pferde (Zaïna, cavalière de l’Atlas)
- 2007: Boarding Gate – Ein schmutziges Spiel (Boarding Gate)
- 2007: Die letzte Mätresse (Une vieille maîtresse)
- 2007: La clef
- 2008: Familienaffaire (Affaire de famille)
- 2008: Ein schlichtes Herz (Un cœur simple)
- 2009: Cinéman
- 2009: Vertraute Fremde (Quartier lointain)
- 2010: The Pharaoh Who Conquered the Sea (TV)
- 2010: Julies Geheimnis (Un soupçon d’innocence / TV)
- 2010: Holiday
- 2011: Haus der Sünde (L’Apollonide (Souvenirs de la maison close))
- 2011: Let My People Go!
- 2012: L’affaire Gordji, histoire d’une cohabitation (TV)
- 2012: Holy Motors
- 2013: Die Nonne (La religieuse)
- 2014: Die Entführung des Michel Houellebecq (L’enlèvement de Michel Houellebecq)
- 2014: Saint Laurent
- 2014: Bird People
- 2014: Les nuits d’été
- 2015: Tagebuch einer Kammerzofe (Journal d’une femme de chambre)
- 2016: The End
- 2016: Die Tänzerin (La danseuse)
- 2016: Das Geheimnis der zwei Schwestern (Planetarium)
- 2017: Der Schmerz (La douleur)
- 2017: Die Wächterinnen (Les gardiennes)
- 2018: Ans Ende der Welt (Les confins du monde)

### Als Szenenbildnerin
- 1994: Germaine und Benjamin (Du fond du cœur)
- 2004: Marie Bonaparte (TV)
- 2013: Mes séances de lutte

## Auszeichnungen
- 2012: César, Beste Kostüme, für Haus der Sünde
- 2015: César, Beste Kostüme, für Saint Laurent
- 2016: César-Nominierung, Beste Kostüme, für Tagebuch einer Kammerzofe
- 2017: César, Beste Kostüme, für Die Tänzerin